# Yan Couto
Yan Bueno Couto (Curitiba, 3 juni 2002) is een Braziliaans voetballer die doorgaans als rechtsback speelt. Hij verruilde Manchester City in juli 2025 voor Borussia Dortmund, dat hem het voorgaande jaar al huurde. Couto debuteerde in 2023 voor Brazilië.

## Clubcarrière
In 2020 speelde Couto twee wedstrijden voor Coritiba, de club uit zijn geboortestad Curitiba. In maart 2020 betaalde Manchester City zes miljoen euro voor de rechtsback. Hij werd tijdens het seizoen 2020/21 uitgeleend aan Girona. Na één jaar bij SC Braga werd hij opnieuw uitgeleend aan Girona. Op 3 augustus 2024 werd hij verhuurd aan Borussia Dortmund. Op 10 oktober 2024 betaalde Dortmund dertig miljoen euro om Couto definitief vast te leggen.

## Interlandcarrière
Couto debuteerde op 16 oktober 2023 voor Brazilië in een oefeninterland tegen Venezuela.